# Breakout (Album)
Breakout ist das zweite Studioalbum der US-amerikanischen Sängerin Miley Cyrus und zugleich ihr erstes Album, das unabhängig von der Serie Hannah Montana und deren Soundtracks entstand. Es erschien am 22. Juli 2008 unter dem Label Hollywood Records und erreichte Platz 1 sowie Platin-Status in den Vereinigten Staaten.

## Hintergrund
Cyrus hatte mit der Veröffentlichung von Breakout als Ziel, sich nach ihrem Erfolg als Sängerin durch die Serie Hannah Montana als eigenständige Künstlerin zu beweisen und wollte dies auch mit dem Albumtitel zeigen. Des Weiteren sagte Cyrus, dass die Texte der Lieder mehr bedeuteten als die ihres vorherigen Albums. Einige der Songs, wie unter anderem 7 Things oder Full Circle, schrieb Cyrus über ihren früheren Partner Nick Jonas kurz nach der Trennung, was auch deren Sound beeinflusste.

## Musikalischer Stil
Das Album enthält überwiegend Lieder aus dem Bereich des Pop-Rock. Einige Songs haben jedoch auch Einflüsse aus anderen Genres, so zum Beispiel Breakout, welches eher in die Kategorie des Dance-Pop fällt. Auf dem Album sind sowohl schnelle Dance-Songs als auch Balladen enthalten.

## Veröffentlichte Singles

### 7 Things
Die erste Single des Albums, 7 Things, erschien am 17. Juni 2008 und wurde unter anderem von Cyrus selbst geschrieben. Es wurde immer wieder behauptet, dass Cyrus den Song über ihren Expartner Nick Jonas geschrieben habe, wobei Cyrus dies nie bestätigte oder verneinte. Das zur Single gehörende Musikvideo wurde am 30. Mai 2008 in Los Angeles gedreht und am 28. Juni 2008 veröffentlicht. Das Lied belegte in den Vereinigten Staaten Platz 9 und in Deutschland Platz 17 der Charts.

### See You Again (Rock Mafia Remix)
Als zweite Single des Albums wurde der Rock Mafia Remix von See You Again veröffentlicht, wobei die Originalversion des Liedes bereits auf Cyrus’ vorherigem Album Meet Miley Cyrus enthalten war.

### Fly on the Wall
Fly on the Wall wurde als dritte und letzte Single des Albums am 27. Februar 2009 veröffentlicht, nachdem das Musikvideo bereits am 5. Dezember 2008 Premiere hatte. Obwohl das Lied viele positive Kritiken erhielt, konnte es an den Erfolg der vorherigen beiden Singles mit Platz 84 in den Vereinigten Staaten nicht anknüpfen.

## Titelliste
| #              | Titel                            | Songwriting                                              | Länge |
| -------------- | -------------------------------- | -------------------------------------------------------- | ----- |
| 1.             | Breakout                         | Gina Schock, Ted Bruner, Trey Vittetoe                   | 3:25  |
| 2.             | 7 Things                         | Miley Cyrus, Antonina Armato, Tim James                  | 3:34  |
| 3.             | The Driveway                     | Miley Cyrus, Scott Cutler, Anne Preven                   | 3:42  |
| 4.             | Girls Just Wanna Have Fun        | Robert Hazard                                            | 3:07  |
| 5.             | Full Circle                      | Miley Cyrus, Scott Cutler, Anne Preven                   | 3:15  |
| 6.             | Fly on the Wall                  | Miley Cyrus, Antonina Armato, Tim James, Devrim Karaoglu | 2:32  |
| 7.             | Bottom of the Ocean              | Miley Cyrus, Antonina Armato, Tim James                  | 3:15  |
| 8.             | Wake Up America                  | Miley Cyrus, Antonina Armato, Tim James, Aaron Dudley    | 2:45  |
| 9.             | These Four Walls                 | Scott Cutler, Anne Preven, Cheyenne Kimball              | 3:26  |
| 10.            | Simple Song                      | Jeffrey Steele, Jesse Littleton                          | 3:33  |
| 11.            | Goodbye                          | Miley Cyrus, Antonina Armato, Tim James                  | 3:53  |
| 12.            | See You Again (Rock Mafia Remix) | Miley Cyrus, Antonina Armato, Tim James                  | 3:17  |
| Deluxe-Edition |                                  |                                                          |       |
| 13.            | Hovering                         | Antonina Armato, Tim James                               | 2:29  |
| 14.            | Someday                          | Miley Cyrus, Antonina Armato, Tim James, Devrim Karaoglu | 3:03  |

## Kommerzieller Erfolg

### Chartplatzierungen
| ChartsChartplatzierungen       | Höchstplatzierung | Wochen |
| ------------------------------ | ----------------- | ------ |
| Deutschland (GfK)              | 16 (44 Wo.)       | 44     |
| Österreich (Ö3)                | 12 (28 Wo.)       | 28     |
| Schweiz (IFPI)                 | 25 (29 Wo.)       | 29     |
| Vereinigte Staaten (Billboard) | 1 (48 Wo.)        | 48     |
| Vereinigtes Königreich (OCC)   | 10 (38 Wo.)       | 38     |

| ChartsJahrescharts (2008)      | Platzierung |
| ------------------------------ | ----------- |
| Österreich (Ö3)                | 74          |
| Vereinigte Staaten (Billboard) | 32          |
| Vereinigtes Königreich (OCC)   | 91          |

### Auszeichnungen für Musikverkäufe
| Land/Region                  | Auszeichnungen für Musikverkäufe (Land/Region, Auszeichnung, Verkäufe) | Verkäufe  |
| ---------------------------- | ---------------------------------------------------------------------- | --------- |
| Australien (ARIA)            | Platin                                                                 | 70.000    |
| Deutschland (BVMI)           | Gold                                                                   | 100.000   |
| Golf-Kooperationsrat (IFPI)  | Gold                                                                   | 3.000     |
| Irland (IRMA)                | Platin                                                                 | 15.000    |
| Neuseeland (RMNZ)            | 2× Platin                                                              | 30.000    |
| Österreich (IFPI)            | Gold                                                                   | 10.000    |
| Polen (ZPAV)                 | Gold                                                                   | 10.000    |
| Spanien (Promusicae)         | Platin                                                                 | 80.000    |
| Vereinigte Staaten (RIAA)    | 2× Platin                                                              | 2.000.000 |
| Vereinigtes Königreich (BPI) | Platin                                                                 | 300.000   |
| Insgesamt                    | 4× Gold · 8× Platin ·                                                  | 2.618.000 |

Hauptartikel: Miley Cyrus/Auszeichnungen für Musikverkäufe